# Konrad Richter (Geologe)

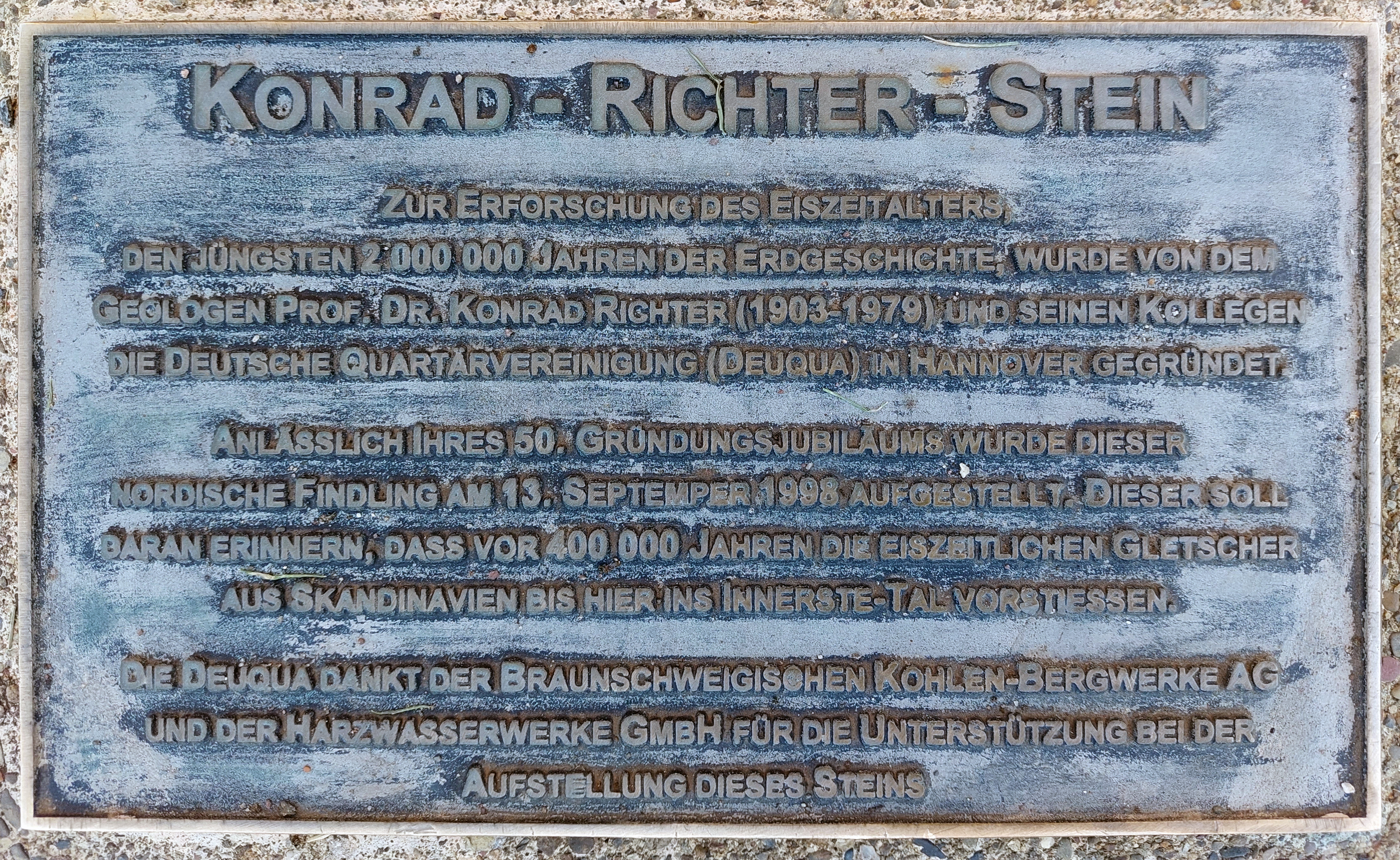
Gedenktafel an der Innerstetalsperre, in Langelsheim

Konrad Richter (* 7. Oktober 1903 in Stettin; †  12. August 1979 in Hannover) war ein deutscher Geologe, der sich vor allem mit Quartärforschung befasste. Er war Professor und Leiter des Geologischen Instituts der TU Hannover. Außerdem war er Landesgeologe am Niedersächsischen Landesamt für Bodenforschung.

## Leben
Richter wurde 1927 an der Universität Greifswald promoviert (Stratigraphie und Entwicklungsgeschichte mittelpommerscher Tertiärhöhen) und 1933 habilitiert (Gefüge und Zusammensetzung des norddeutschen Jungmoränengebietes), wobei er aus der Geschiebeeinregelung auf die Fließrichtung der Gletscher folgerte. Zum 1. Mai 1937 trat er der NSDAP bei (Mitgliedsnummer 3.956.459).
Er war mit Paul Woldstedt und Rudolf Grahmann 1948 einer der Gründer der  Deutschen Quartärvereinigung.
1970 erhielt er die Albrecht-Penck-Medaille. 
Ein Findling an der Staumauer der Innerstetalsperre ist nach ihm benannt.

## Schriften
- Die Eiszeitgeschiebe Pommerns, Unser Pommernland, 1931
- Die Bodenschätze Pommerns mit besonderer Berücksichtigung ihrer Zukunftsaussichten. In: 25 Jahre Pommersche geologische Landesanstalt Mitteilungen aus dem Geologisch-palaeontologischen Institut der Universität Greifswald, Band 9, 1933, S. 19–49
- Geschiebegrenzen und Eisrandlagen in Niedersachsen, Geologisches Jahrbuch, Band 76, 1958, S. 223–234
- Der Salzstock von Lüneburg im Quartär, Mitteilungen Geolog. Inst. Hannover 1966
- Geschiebekundliche Gliederung der Elster-Eiszeit in Niedersachsen, Hamburg, Geologisches Staatsinstitut 1962
- Die Eiszeit in Norddeutschland, Gebrüder Borntraeger Verlag, Berlin 1937